# Serra de Sant Salvador (Torà)
La Serra de Sant Salvador és una serra situada a l'extrem nord-est del municipi de Torà a la comarca del Solsonès, amb una elevació màxima de 845 metres.
S'origina al turó de Sant Salvador i baixa cap al sud fins a acabar a la riera de Llanera, a 530 m. Queda delimitada per la rasa de Borics a llevant i la de l'Alzina a ponent.
La carena de la serra està ocupada majoritàriament pels camps de conreu de cereals, alternant amb claps de boscos de pi roig, roures i alzines. Les vertents de les rases, amb més inclinació, estan cobertes d'abundoses pinedes.